# Zhang Zhixin
Zhang Zhixin (chinois : 张志新 ; pinyin : Zhāng Zhìxīn ; 5 décembre 1930 - 4 avril 1975) fut une dissidente durant la révolution culturelle devenue célèbre pour avoir critiqué l'idolisation de Mao Zedong et le Parti communiste chinois. Elle a été emprisonnée pendant six ans (de 1969 à 1975) et torturée, puis exécutée par décapitation, pour avoir eu des points de vue opposés alors qu'elle était membre du Parti communiste chinois.

Un second membre du parti qui avait exprimé son accord avec Zhang a été condamné à 18 ans de prison.
Bien que considérée par beaucoup comme une héroïne parmi le peuple pour son opposition au parti, son histoire est également un exemple des risques courus pour ne pas en suivre les principes.
Il est possible qu'elle fut atteinte de troubles mentaux dans ses derniers jours. Elle ne se considérait pas elle-même comme anti-communiste, mais plutôt comme une « vraie marxiste » pour qui Mao a détourné la cause communiste. Même emprisonnée, elle a insisté sur le fait d'appartenir au Parti communiste chinois. Pour cette raison elle fut réhabilitée par Hu Yaobang et reconnue comme une révolutionnaire martyre, une communiste modèle.

## Jeunesse
Zhang Zhixin est née à Tianjin en 1930. Elle est éduquée à l'université Renmin de Chine de 1951 à 1952 et a travaillé ensuite dans cette université. Zhang deviendra plus tard membre de Département de la propagande du Comité central du Parti communiste chinois dans la province de Liaoning,.
Zhang exprimant ses opinions :

« J'ai des doutes à propos de Jiang Qing (Madame Mao). Qu'y a-t-il de mal à la critiquer ? Pourquoi les problèmes de Jiang Qing ne devraient-ils pas être révélés ? Nous devrions même les exposer au groupe central de la révolution culturelle… Pourquoi devrions nous continuer avec l'idée que même si nous ne comprenons pas, nous devons obéir ? Si cela devait continuer, la situation deviendrait hors de contrôle. Tout ceci est un effort pour consolider la réputation de Mao Zedong et celle de Lin Biao. Je n'ai personnellement aucune confiance en Lin Biao. »

## Emprisonnement et torture
En 1969, Zhang Zhixin est emprisonnée pour ses critiques envers Mao. Elle économise 2 yuan par mois pour s'acheter des livres afin de pouvoir lire en prison, où elle écrit ses notes sur du papier toilette. Les gardiens lui confisquent alors son stylo. Elle déclare que le parti serait « puni par l'Histoire; tôt ou tard ». Pendant un an et demi elle était fréquemment enchainée et mise sous camisole.
Le parti la force à signer le divorce. Retenue dans une prison pour homme elle était violée et torturée
 Les autres prisonniers pouvaient voir leur peine réduite s'ils torturaient Zhang.
Au cours d'une réunion d'éducation politique en prison dont le but est de critiquer Lin Biao, elle crie que Mao est responsable de ce que Lin a fait. Un secrétaire du parti de Liaoning demanda son exécution rapide. Au cours de la révolution culturelle, la plupart des procédures légales étaient abolies ; sans juges ni tribunaux, les cas étaient jugés par différents niveaux du comité révolutionnaire et du parti communiste.

## Mort et réhabilitation posthume
En 1975 elle est amenée au champ d'exécution de Shenyang Donglingda où elle est attachée, empalée et exécutée par décapitation. Ses derniers mots furent : « Parti, mon parti! Où veux tu m'emmener ».
Quatre ans après son exécution, au printemps 1979, elle est officiellement déclarée « martyre » et le 4 avril 1979 déclaré jour en sa mémoire. Bien qu'une enquête ait été entamée sur son cas, le chef de parti Hu Yaobang l'arrêta.

## Mémoire
Le dissident chinois Yan Zheng-Xue, à sa sortie de prison en 2009, réalise dans son appartement de Pékin, une statue à l'effigie de Zhang Zhixin. Celle-ci, ainsi que la statue de Lin Zhao, autre victime de la Révolution culturelle exécutée en 1968, sont exposées dans le jardin de son appartement situé en pied d'immeuble. Yan Zheng-Xue souhaite offrir ces statues à l'université de Pékin et à l'université du Peuple. Mais cette donation est refusée,.